# 나우 유 씨 미: 마술사기단
《나우 유 씨 미: 마술사기단》(영어: Now You See Me)은 2013년 공개된 범죄 스릴러 영화이다. 루이 르테리에가 연출하고, 앙상블 캐스트로 제시 아이젠버그, 마크 러펄로, 우디 해럴슨, 멜라니 로랑, 아일라 피셔, 코먼, 데이브 프랭코, 마이클 케인, 모건 프리먼이 출연하였다.
속편 《나우 유 씨 미 2》(2016)로 이어진다.

## 줄거리
거리에서 뛰어난 마술 실력을 자랑하던 네 명의 마술사 대니얼, 메릿, 헨리, 잭은 우연한 기회로 한 자리에 모이게 되고, 이들은 '더 포 호스멘'이라는 마술단을 만든다.
이후 이들은 은행 금고를 3초만에 털어버리는 엄청난 마술 실력으로 세계적인 톱스타가 되지만 제아무리 마술이라 할지라도 은행털이는 엄연한 범죄. 네 사람은 곧 체포당한다.
한편 FBI 요원 딜런은 마술로 은행을 순식간에 털어버렸다는 사건을 전해듣고는 콧방귀를 뀐다. 진상을 파악하기 위해 포 호스멘을 취조하지만 이들은 모든 건 마술이라는 말만 반복하고 결국 증거불충분으로 풀어주게 된다.
이때부터 반드시 이들을 구속시키겠다고 결심한 딜런은 마술 트릭 알아내는 일이 전문인 새디어스 브래들리를 섭외해 포 호스멘이 부리는 마술의 비밀에 대해 알아가기 시작한다.
하지만 이들은 경찰을 비웃기라도 하듯 점점 대담하고 치밀한 마술쇼를 준비하기 시작한다.

## 출연
- 제시 아이젠버그 - J. 대니얼 애틀러스 역
- 우디 해럴슨 - 메릿 매키니 역
- 아일라 피셔 - 헨리 리브스 역
- 데이브 프랭코 - 잭 와일더 역
- 마크 러펄로 - 딜런 로즈 역
- 멜라니 로랑 - 알마 드레 역
- 모건 프리먼 - 새디어스 브래들리 역
- 마이클 케인 - 아서 트레슬러 역
- 데이비드 워쇼프스키 - 카원 역
- 마이클 켈리 - 풀러 요원 역
- 코먼 - 에번스 역
- 조제 가르시아 - 에티엔 포르시에 역
- 커트리나 밸프
- 코넌 오브라이언
- 엘리어스 커테이어스

## 기타
- 번역: 황석희